# Punta Barrow
Punta Barrow (en inglés: Point Barrow; en inuit, Nuvuk) es un cabo del océano Ártico, localizado en la costa septentrional de Alaska (EE. UU.). Es el punto más septentrional de los Estados Unidos.

## Geografía
Punta Barrow es un importante hito geográfico que marca el límite entre dos de los mares marginales del océano Ártico; en su lado occidental, el mar de Chukchi; y, en el oriental, el mar de Beaufort. Las aguas que lo bañan normalmente están libres de hielo solamente dos o tres meses al año.

## Historia
Punta Barrow ha estado ocupado por nativos indígenas desde hace mucho tiempo, como atestiguan los importantes sitios arqueológicos hallados, donde han aparecido enterramientos y objetos funerarios de la  cultura Thule.
El primer occidental en avistar punta Barrow fue, en el verano de 1826, el marino de la Royal Navy y geógrafo inglés Frederick William Beechey. Beechey dirigía una expedición del Almirantazgo en busca del Paso del Noroeste desde la costa oriental (1825-28) y le dio su nombre en honor de John Barrow (1764-1848), estadista y geógrafo del Almirantazgo de la época. La expedición resultó infructuosa. 
Ha sido en lugar de partida de muchas expediciones al ártico, incluida la expedición Wilkins-Detroit  y del vuelo de Carl Eielson-Hubert Wilkins, que  el 15 de abril de 1928 sobrevoló todo el océano Ártico hasta  isla Spitsbergen. 
Se encuentra cerca del lugar en que se produjo, el 15 de agosto de 1935, el accidente aéreo que mató al aviador Wiley Post y su único pasajero, el conocido y respetado comentarista social Will Rogers. 
Entre 1965 y 1972 fue utilizada como lugar de lanzamiento de los cohete sonda Nike Cajún y Nike Apache. En Punta Barrow hay una estación del servicio de «Vigilancia global de la atmósfera» («Global Atmosphere Watch»). 

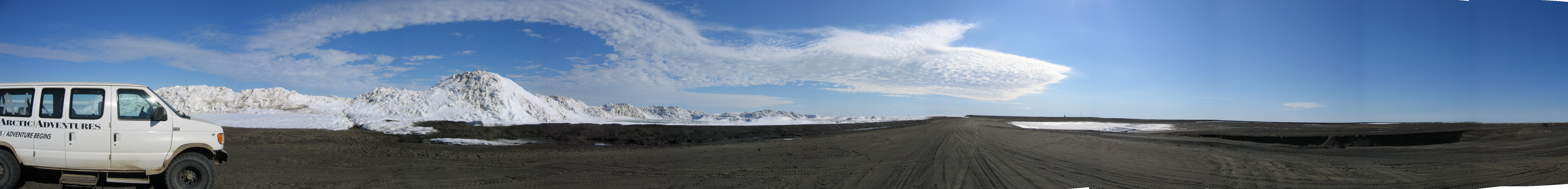
Panorama que muestra punta Barrow.